# Avigliano
Avigliano ist eine italienische Gemeinde in der Provinz Potenza in der Region Basilikata.

## Lage und Daten
Avigliano liegt 18 km nordwestlich von Potenza. Hier wohnen 10.555 Einwohner (Stand am 31. Dezember 2023).
Die Nachbargemeinden sind: Atella, Bella, Filiano, Forenza, Pietragalla, Potenza und Ruoti.
Avigliano liegt an der Bahnstrecke Potenza – Melfi. Die Fahrzeit beträgt nach Potenza etwa 20 bis 25 Minuten je nach Zug. Einen direkten Autobahnanschluss hat Avigliano nicht.

## Geschichte
Der Ort wird erstmals 181 v. Chr. in Zusammenhang mit dem Villia-Gesetz erwähnt. Die Familie Villia hatte sich auf dem Gebiet Avigliano niedergelassen.

## Sehenswürdigkeiten
Drei Kirchen sind besonders erwähnenswert. Im Ortsteil Castel Lagopesole steht die gleichnamige Burg auf einem Hügel zwischen den Flüssen Bradano und Ofanto.

### Kirche Santa Maria del Carmine

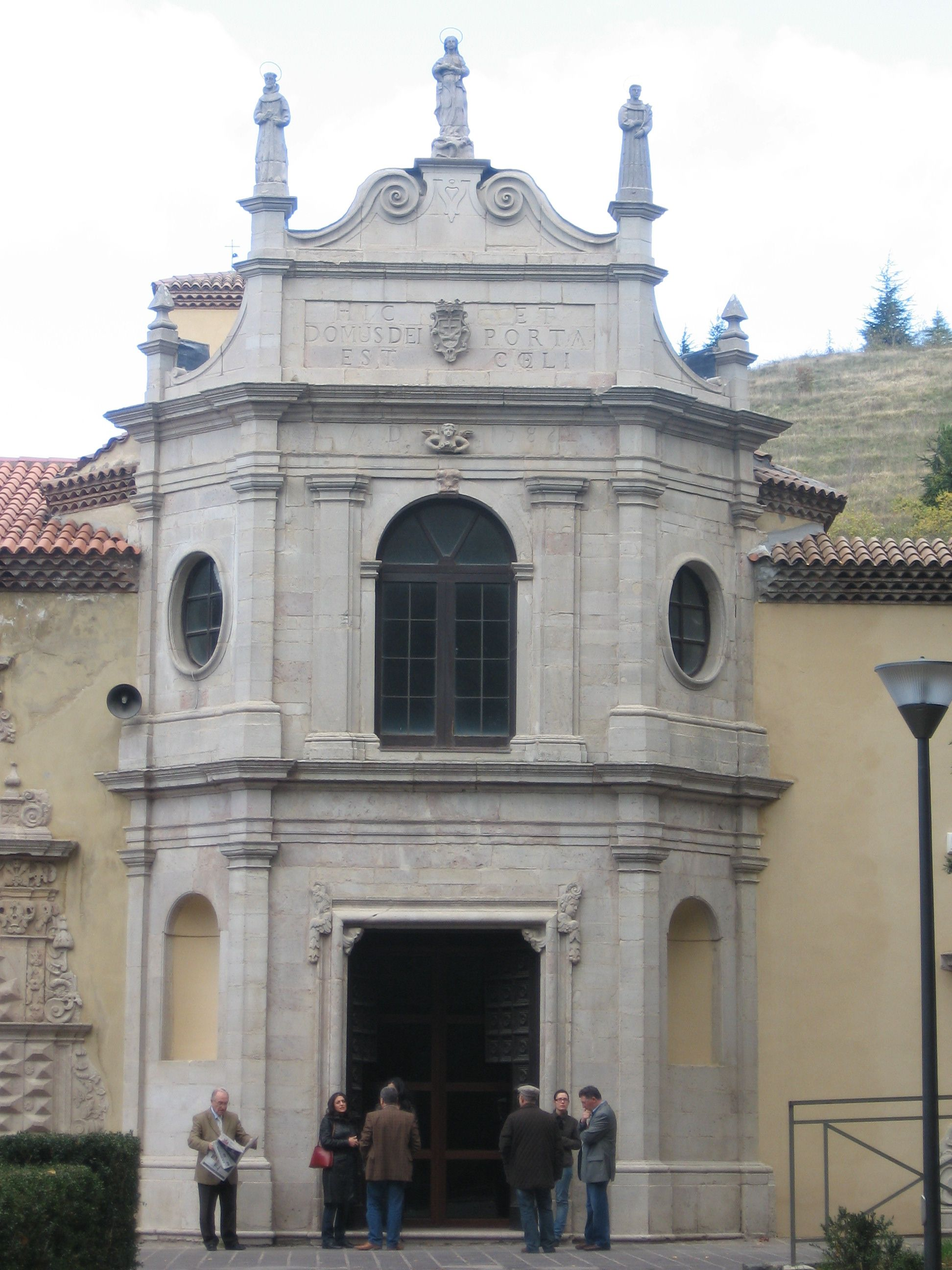
Kirche S. Maria degli Angeli

Die Kirche wird auch Chiesa Madre genannt. Ursprünglich stammt die Kirche aus dem 11. Jahrhundert. Im Laufe der Jahre wurde diese aber mehrmals erweitert und umgebaut. So hat es Restaurierungen in den Jahren 1583, 1614 1661 und 1811 gegeben. Seit dem 4. Mai 1758 ist San Vito neben der Maria Schutzpatron der Kirche und Patron von Avigliano.
Die Kirche hat drei Schiffe und eine Apsis in der Form eines lateinischen Kreuzes. Unter der Kuppel geht eine Treppe bis zum Presbyterium. Hier stehen elf Altäre aus dem 19. Jahrhundert. Wertvolle Gemälde befinden sich in der Sakristei und im Pfarrbüro.

### Kirche und das Kloster S. Maria degli Angeli
Die Kirche wird auch die reformierte Kirche genannt. Erbaut wurde die Kirche im 17. Jahrhundert. Im Inneren besteht das Mittelschiff aus einem Tonnengewölbe und einem Seitenschiff mit Kreuzgewölben. Die Säulengänge und die Gewölbe sind mit Stuck verziert. Des Weiteren befinden sich mehrere Barockaltäre in der Kirche sowie einige Ölgemälde aus dem 17. Jahrhundert.

### Wallfahrtskirche der Madonna del Carmine
Die Kirche liegt auf dem gleichnamigen Berg nördlich von Avigliano. Zu erreichen ist die Kirche über eine neun Kilometer lange Straße. Am 15. und 16. Juli jeden Jahres wird hier ein religiöses Fest gefeiert.

### Castello di Lagopesole

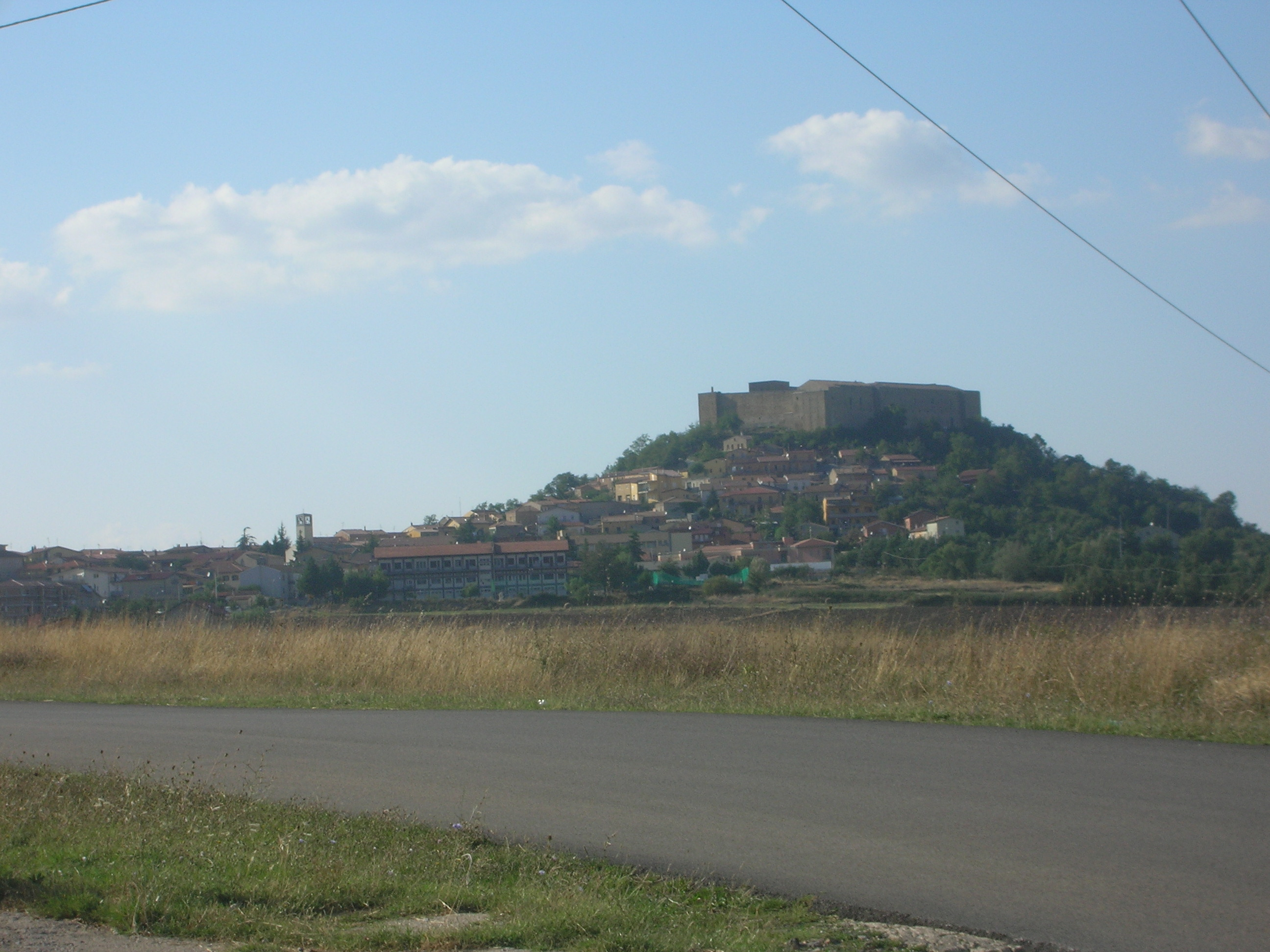
Panorama vom Castello di Lagopesole

Der Vorgängerbau des Castello di Lagopesole stammte aus dem 8. Jahrhundert und wurde im 12. Jahrhundert niedergebrannt. Die Burg wurde unter den Staufern wieder aufgebaut. Der große rechteckige Baukörper weist zwei Innenhöfe auf, einen größeren (nördlichen), und einen kleineren, ungefähr quadratischen (südlichen). Im kleinen Innenhof steht ein von Buckelquadern verkleideter Bergfried mit bemerkenswerter Bauplastik, der an die Hohenstaufen-Burgen im Elsass und der Pfalz erinnert. Im Castello ist seit dem Jahr 2000 ein Museum und das Istituto Internazionale di Studi Federiciani (IISF, Forschungsinstitut zur Geschichte der staufischen Kultur unter Friedrich II.) des Consiglio Nazionale delle Ricerche (CNRS, Nationaler Forschungsrat Italiens) untergebracht.

## Personen aus Avigliano
- Emanuele Gianturco (1857–1907), Jurist und Politiker
- Antonio Santarsiero Rosa (* 1951), römisch-katholischer Bischof von Huacho/Peru
- Vito Pace (* 1966), Bildhauer